# Province de Mikawa
Mikawa (三河国, Mikawa no kuni) est une ancienne province du Japon. Elle se situait sur ce qui est depuis 1872 la moitié est de la préfecture d'Aichi. La province de Mikawa était entourée par les provinces d'Owari, de Mino, de Shinano et de Totomi.
Aujourd'hui encore, on utilise encore le mot « Mikawa » pour désigner la partie de la préfecture d'Aichi où sont situées les villes de Toyohashi, Okazaki et Toyota.
La province de Mikawa abritait le fief d'origine du shogun Tokugawa Ieyasu avant qu'il ne prenne le contrôle du Kanto. La ville principale de la province était Okazaki, cependant le château de Yoshida, près de Toyohashi, était le fief le plus important de la province.
Le clan Matsudaira détenait la province avant que le clan Tokugawa ne prenne de l'importance (c’est-à-dire au début de la période Sengoku).
Le clan Ando est originaire de la province de Mikawa.
Les Contes d'Ise se déroulent en partie dans la province de Mikawa, où le poète Ariwara no Narihira situe notamment les Huit Ponts légendaires, représentés plus tard par Ogata Kōrin et Hokusai.